# Hugh Merle Elmendorf
Hugh Merle Elmendorf (* 3. Januar 1895 in Ithaca, New York; † 13. Januar 1933 in Ohio) war ein US-amerikanischer Offizier zuletzt im Rang des Captain.

## Leben und Militärlaufbahn
Hugh war der jüngere von zwei Brüdern. Schon zu Schulzeiten entwickelte er großen Ehrgeiz und genoss eine vorbildliche Ausbildung. Seine Mutter starb schon früh (23. April 1899), sein Vater William Conrad Elmendorf (1851–1922) war Bürgermeister seiner Heimatstadt. Nach seinem Schulabschluss wechselte Elmendorf zur Cornell University. Dort erhielt er im Mai 1917 seinen Abschluss als Mechanical Engineer, weniger als einen Monat nach dem Eintritt der Vereinigten Staaten in den Ersten Weltkrieg. Im August 1917 meldete er sich als Freiwilliger.
In der Infanterie begann seine militärische Laufbahn als Unterleutnant zunächst im Camp Greens in North Carolina, später im Camp Benning in Georgia, wo er als Ausbilder arbeitete. 1921 wechselte er zum United States Army Air Service. In Carlestrom Field in Arcadia in Florida erhielt er seine Flugausbildung, die er Anfang Dezember 1921 abschloss. Im Laufe der nun beginnenden zwölfjährigen Dienstzeit war Elmendorf häufiger in Unfälle und Unglücke verwickelt, die ihn zeitweise in Krankenhäuser brachten bzw. dienstunfähig machten.
Am 13. Januar 1933 verunglückte er als Testpilot des United States Army Air Corps auf einem Testflug mit dem Prototyp der Consolidated Y1P-25 in Ohio tödlich. Er war verheiratet und hinterließ eine minderjährige Tochter.
Die ab dem 8. Juni 1940 in Alaska erbaute Elmendorf Air Force Base wurde zu Ehren seiner vorbildlichen Leistungen nach ihm benannt.